# Baringtonie
Baringtonie (Barringtonia) je rod rostlin z čeledi hrnečníkovité (Lecythidaceae). Jsou to dřeviny s jednoduchými střídavými listy a květy s množstvím nápadných tyčinek. Rod zahrnuje asi 56 druhů a je rozšířen v tropech Starého světa, zejména v Asii. Některé druhy mají jedlá a výživná semena nebo jsou využívány v místní medicíně. Nejrozšířenější druh, Barringtonia racemosa, je v tropech pěstován jako okrasná dřevina.

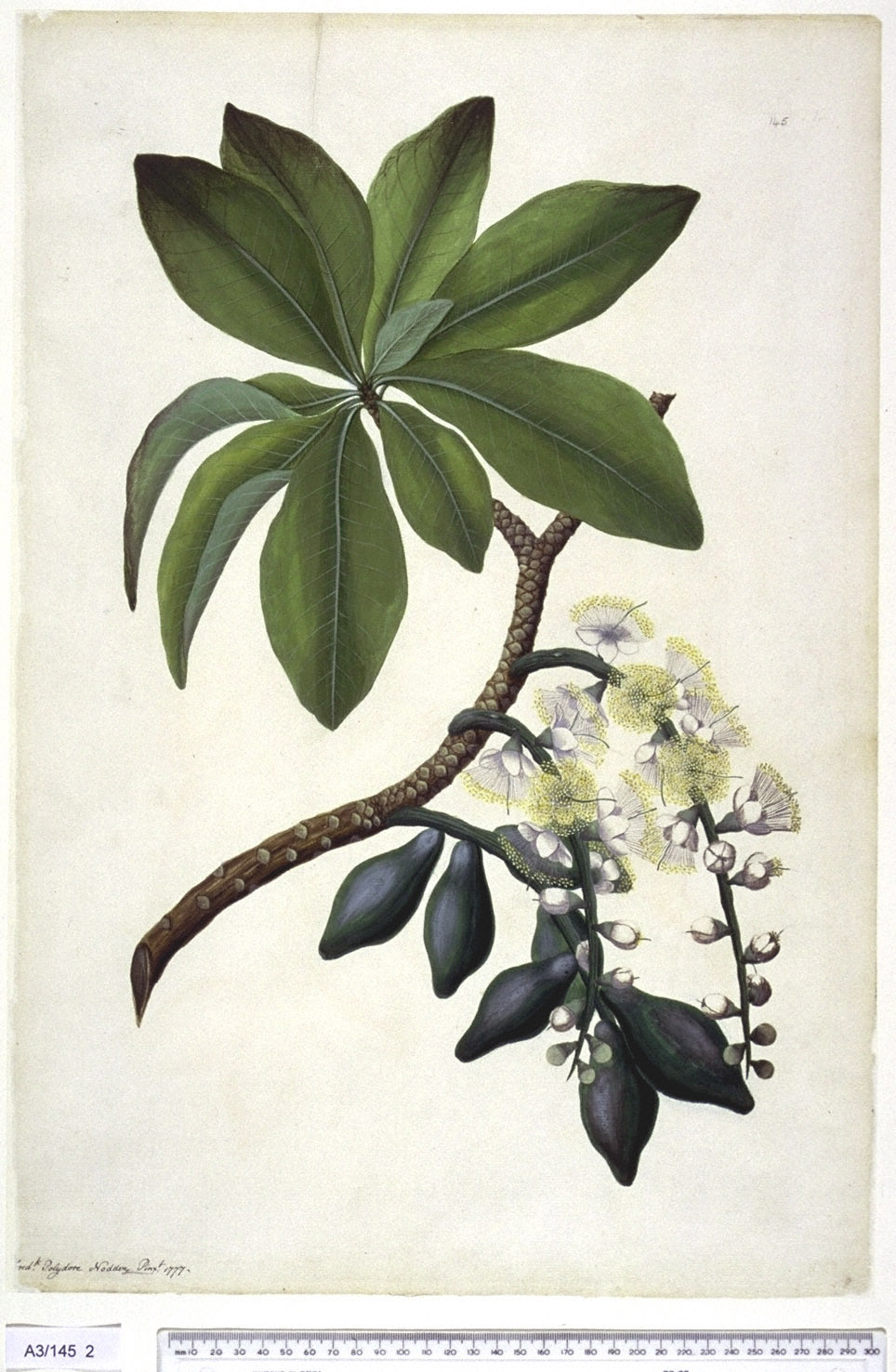
Kresba Barringtonia calyptrata z roku 1798

## Popis
Zástupci rodu baringtonie jsou stromy nebo keře se střídavými, jednoduchými, celokrajnými nebo na okraji vroubkovanými listy se zpeřenou žilnatinou. Palisty jsou drobné a opadavé. Květy jsou uspořádané v přímých nebo převislých, vrcholových nebo úžlabních hroznech či klasech. Kalich je 4 nebo 5četný, vytrvalý, buď s laloky přirostlými k okraji receptákula, za zralosti pukající ve 2 až 5 vytrvalých pseudolaloků nebo opadávající vcelku a zanechávající na okraji recetákula kruhovou jizvu. Koruna je složená nejčastěji ze 4, řidčeji 3 nebo 6 korunních lístků. Tyčinek je mnoho, ve 3 až 8 kruzích, nitky jsou na bázi srostlé. Tyčinky v nejnižších 1 až 3 kruzích bývají kratší a sterilní. Semeník obsahuje 2 až 4 komůrky, v každé je až 8 vajíček. Čnělka je delší než tyčinky. Plody mají tvrdý endokarp a dužnatý, vláknitý exokarp. Obsahují jediné velké semeno.

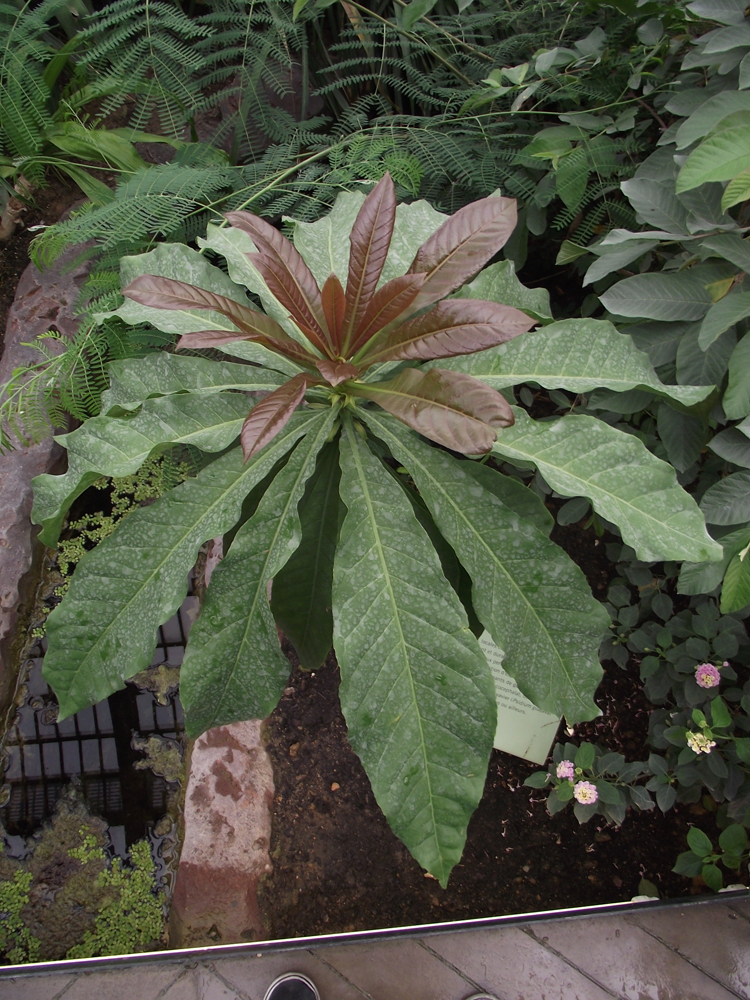
Větev Barringtonia neocaledonica
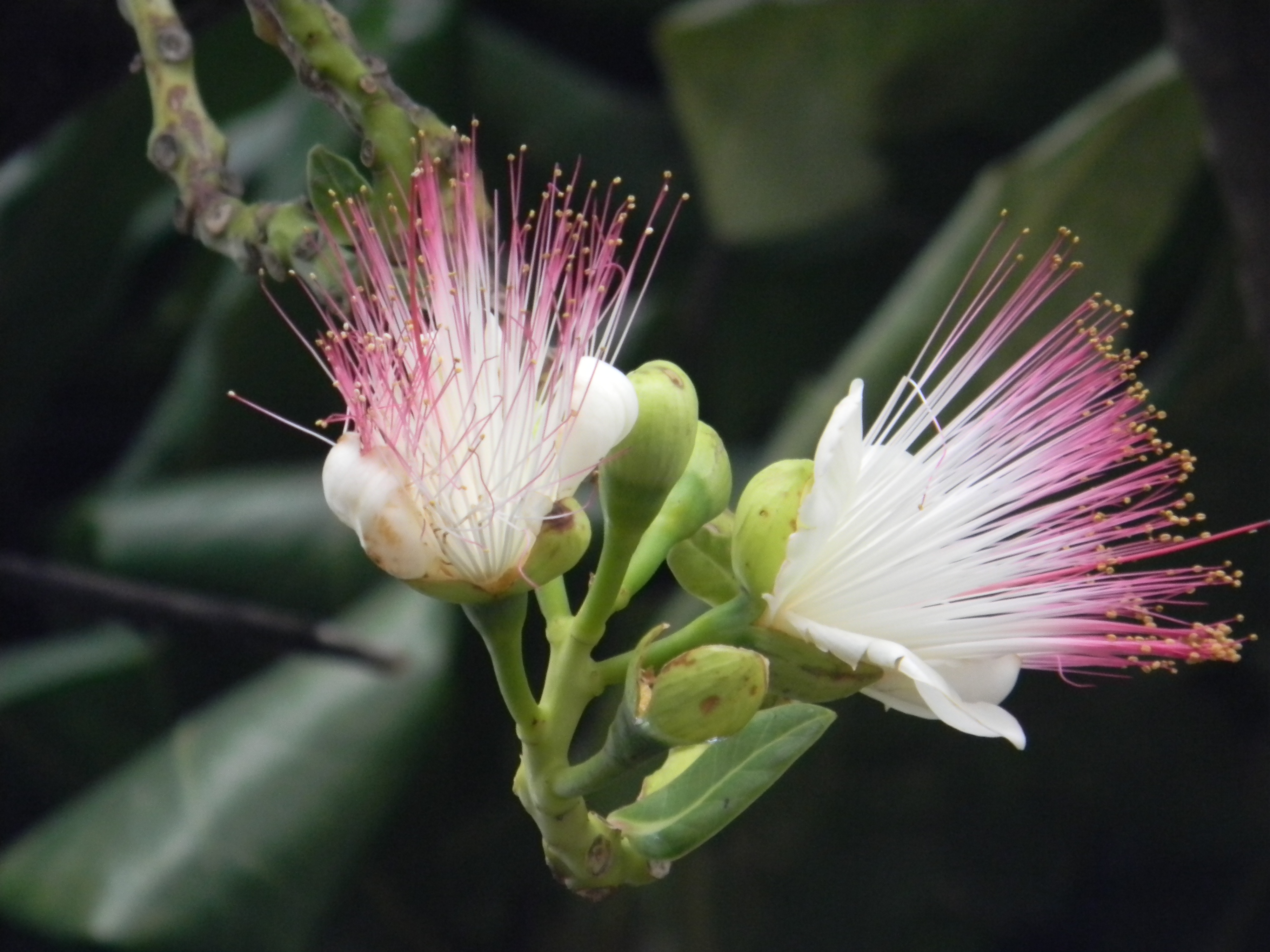
Květy Barringtonia asiatica
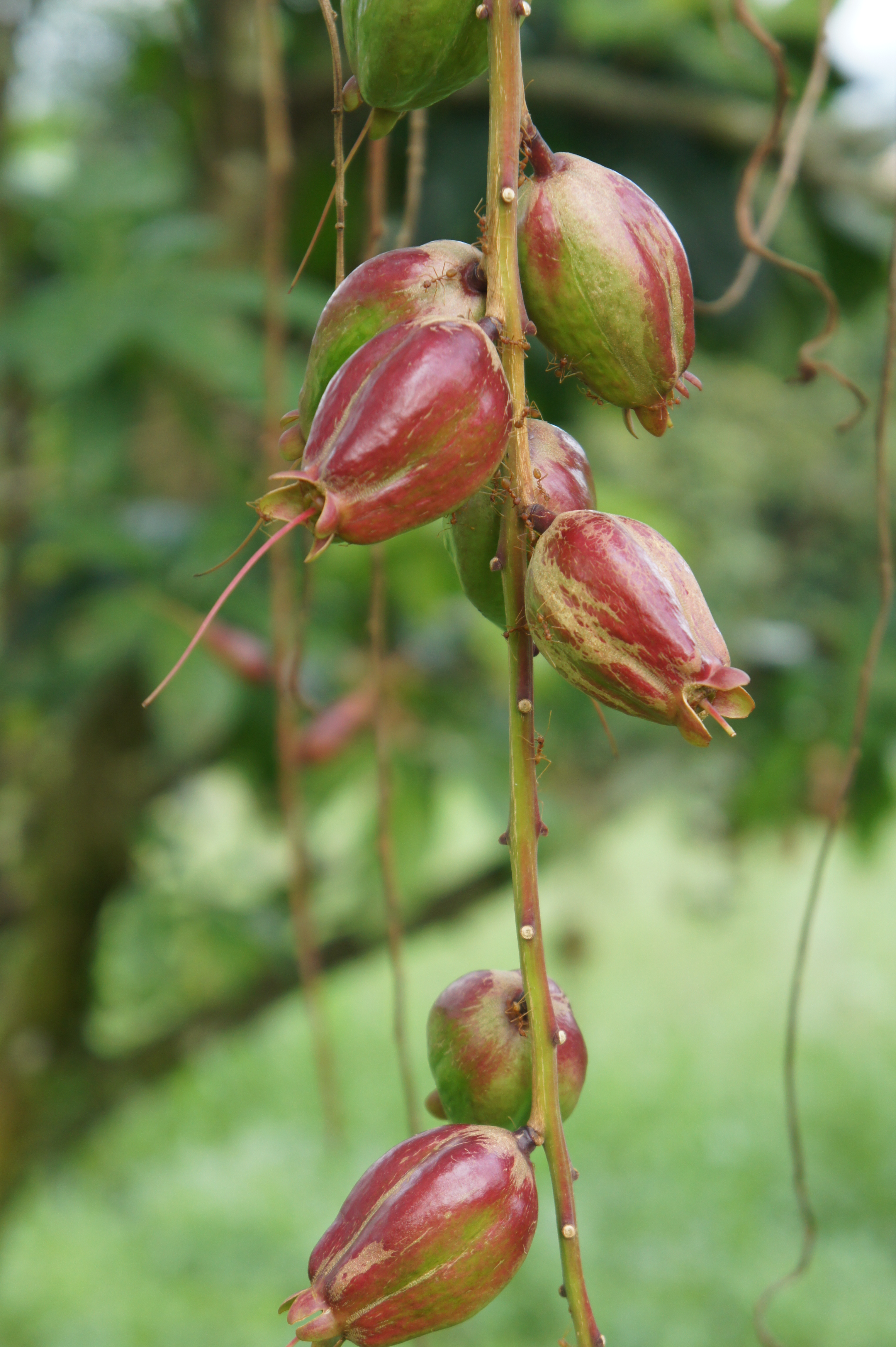
Plodenství Barringtonia racemosa
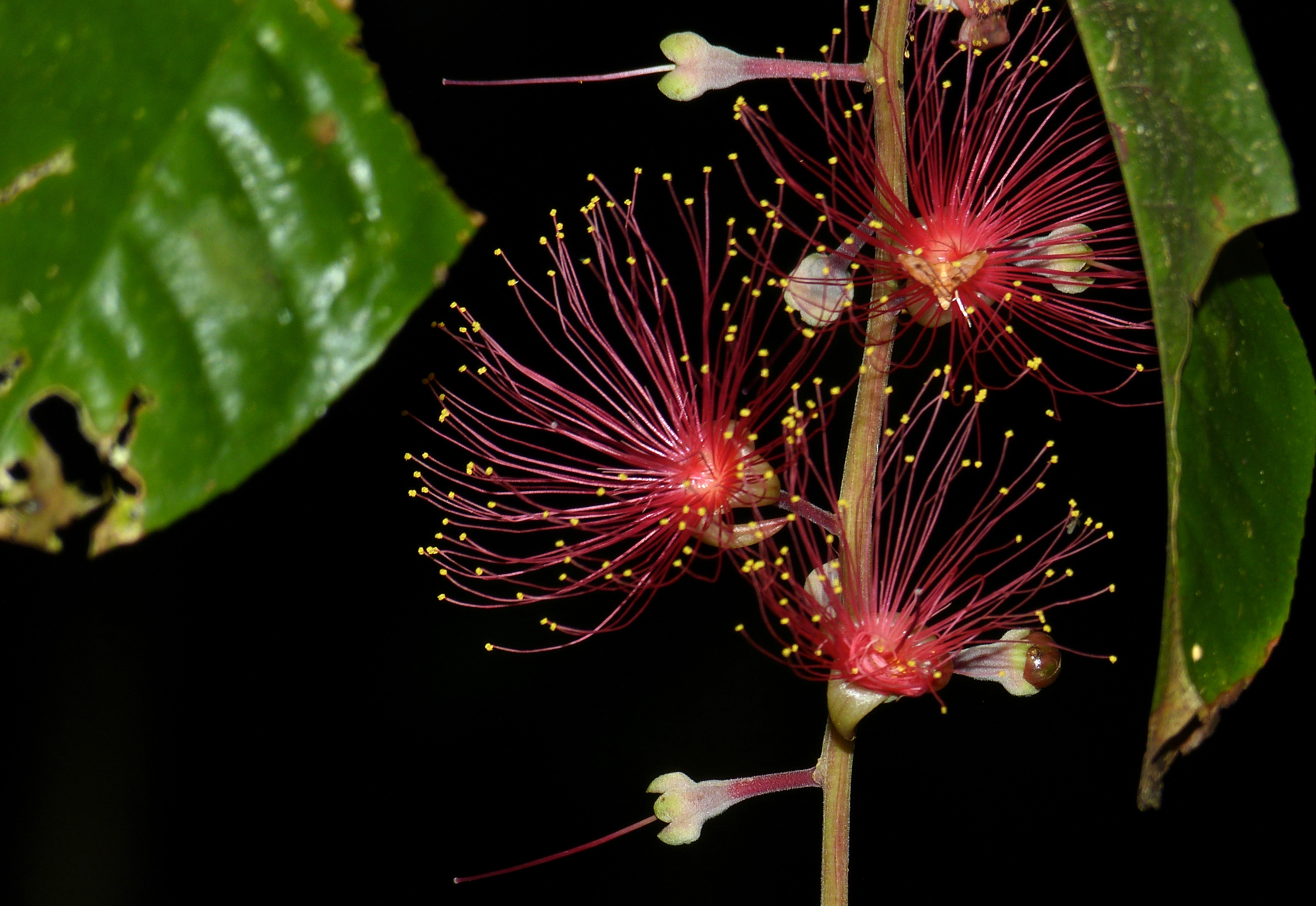
Květy Barringtonia acutangula

## Rozšíření
Rod baringtonie zahrnuje asi 56 druhů. Je rozšířen v tropech Starého světa. Většina druhů roste v Asii. Největší areál rozšíření má druh Barringtonia racemosa, který roste jako součást mangrovových porostů na mořských pobřežích od východní Afriky a Madagaskaru přes tropickou Asii až po severní Austrálii.

## Ekologické interakce
Květy Barringtonia procera obsahují hojný nektar a navštěvují je včely, ptáci i netopýři, přilákaní pižmovou vůní květů. Ptáci a netopýři také konzumují dužninu plodů. Květy B. racemosa se otevírají na noc a zrána opadávají. Semena B. asiatica se šíří vodou a jsou schopná plavat na hladině až 2 roky.

## Obsahové látky
Z druhu Barringtonia acutangula byl izolován glykosid barringtonin.

## Taxonomie
Někteří taxonomové (např. Tachtadžjan) řadili rod Barringtonia spolu s dalšími 6 rody (Abdulmajidia, Careya, Chydenanthus, Combretodendron, Petersianthus, Planchonia) do samostatné čeledi Barringtoniaceae. V minulsoti byl tento rod nezřídka řazen do čeledi myrtovité (Myrtaceae).
Na rozdíl od většiny zástupců čeledi hrnečníkovité chybí v květech baringtonií typický androfor.

## Význam
Semena baringtonií jsou bohatá na olej. Barringtonia racemosa obsahuje saponiny a je využívána pro domorodý lov ryb. V Bengálsku je používána jako insekticid. Jihoafričtí Zulové používají plody mj. při léčbě malárie. Je to rychle rostoucí dřevina, vysazovaná v tropech jako okrasný strom, vyznačující se hrozny jemných květů se silnou pižmovou vůní. Dřevo je lehké a měkké. Semena B. procera, pocházející z Papuy Nové Guiney a Oceánie, jsou jedlá a výživná. Druh má rovněž medicínské využití.

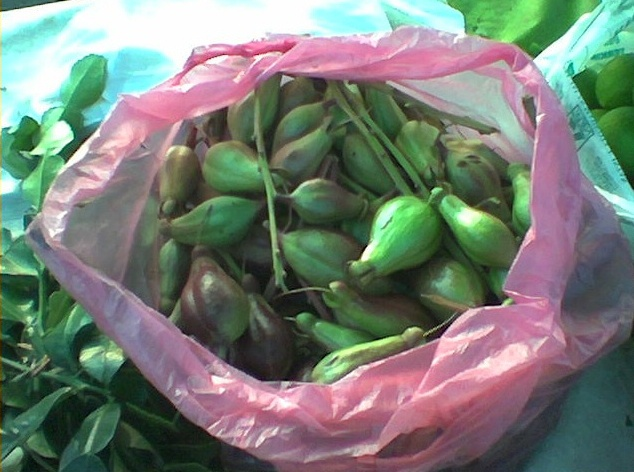
Sklizené plody B. racemosa
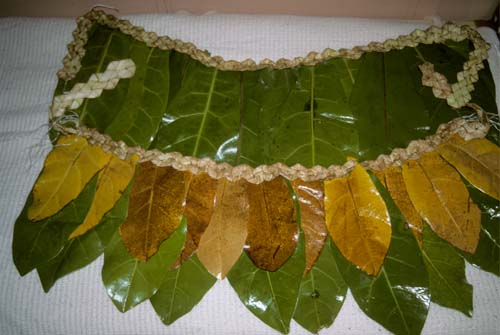
Tradiční suknice z listů B. asiatica ze souostroví Tuvalu